# Autoerotik
| Autoerotik |
| --- |
| Självförälskad, akvarell från ca 1880 av Félicien Rops. - Betydelse – sexuella känslor eller begär utan en partner - Etymologi – grekiskans autos, ’själv’, och eros, ’kärlek’ - Exempel – sexuella fantasier, onani |

Autoerotik är sexuella känslor, begär eller tillfredsställelse som uppstår utan inblandning av en partner. Sexuella fantasier och onani är vanliga autoerotiska beteenden.
Den autoerotiska sexuella stimuleringen kan vara av både fysisk och mental art. De kan ske utan insyn från andra, alternativt i närvaro av andra (jämför exhibitionism).
Enligt Freuds psykoanalys uppkommer autoerotiska upplevelser redan under de första åren i en människas liv. Ordet kommer från grekiskans autos, ’själv’, och eros, ’kärlek’. Det handlar om att tillfredsställa lustkänslor som är kopplade till den egna kroppen, och kan vara allt från tumsugning, rytmiska kroppsrörelser och lek till onani.